# فابریکا ناسیونال دی موتورز
فابریکا ناسیونال دی موتورز (انگلیسی: Fábrica Nacional de Motores) شرکت خودروسازی برزیلی است، که در سال ۱۹۴۲ تأسیس شد.